# Akinori Asashōryū
Akinori Asashōryū (jap. 朝青龍 明徳 Asashōryū Akinori), właściwie Dolgorsürengijn Dagwadordż (mong. Долгорсүрэнгийн Дагвадорж, trl. Dolgorsürengiin Dagvadorj) (ur. 27 września 1980 w Ułan Bator, Mongolia) - mongolski zapaśnik japońskich walk sumo, pierwszy w historii wielki mistrz (yokozuna) pochodzący z tego kraju.
Po zakończeniu kariery przez Akebono, Musashimaru oraz Takanohanę przez prawie 4 lata był jedynym yokozuną w zawodowym sumo (jap. 大相撲 ō-zumō).
Asashōryū reprezentował bardzo urozmaicony styl walki. Był przedstawicielem zapaśników (rikishi) nowej fali, pochodzących spoza Japonii. Poza nim w najwyższej grupie maku-uchi było lub jest kilku zawodników z Mongolii, Rosji, Bułgarii i Gruzji.
Rozpoczął karierę, praktykując mongolską odmianę zapasów. Po wyjeździe do Japonii kontynuował treningi w „stajni” (heya) zapaśniczej Takasago. Zadebiutował w roku 1999, a już w 2001 roku udało mu się awansować do grupy san'yaku (dosł. „trzy rangi”), skupiającej zapaśników trzech najwyższych rang poniżej rangi yokozuny, tzn.: ōzeki, komusubi i sekiwake. W ciągu zaledwie dwóch lat zdominował walki sumo i 30 stycznia 2003 roku otrzymał zaszczytny tytuł 68. yokozuny w historii tego sportu. 4 lutego 2010 roku ogłosił zakończenie kariery. Wygrał ogółem 25 turniejów.
Asashōryū mierzy 184 cm wzrostu, waży 148 kg. W momencie otrzymania tytułu wielkiego mistrza ważył ok. 130 kg i przeszedł do historii jako jeden z najlżejszych zapaśników tej rangi w historii sumo.